# Football Alliance
The Football Alliance var en engelsk fotbollsliga som spelades under tre säsonger mellan 1889 och 1892.
Ligan bildades av tolv klubbar säsongen efter att konkurrenten The Football League bildats säsongen 1888/89. Football Alliance hade nästan samma upptagningsområde som Football League. Det sträckte sig från Midlands till Nordvästra England, men även längre österut till Sheffield, Grimsby och Sunderland. The Wednesday blev ligans första mästare.
1892 beslutades det att Football Alliance och Football League skulle gå samman och det bildades en Second Division i Football League, vilken till största delen kom att bestå av Alliance-klubbar. First Division i Football League bestod av de gamla Football League-klubbarna plus de tre starkaste Alliance-klubbarna.

## Medlemsklubbar
- Ardwick (1891–1892)2
- Birmingham St George's (1889–1892)
- Bootle (1889–1892)2
- Burton Swifts (1891–1892)2
- Crewe Alexandra (1889–1892)2
- Darwen (1889–1891)1
- Grimsby Town (1889–1892)2
- Lincoln City (1891–1892)2
- Long Eaton Rangers (1889–1890)
- Newton Heath (1889–1892)1
- Nottingham Forest (1889–1892)1
- The Wednesday (1889–1892)1
- Small Heath Alliance (1889–1892)2
- Stoke (1890–1891)1
- Sunderland Albion (1889–1891)
- Walsall Town Swifts (1889–1892)2

Noter

1 Invald till Football League First Division

2 Invald till Football League Second Division

## Mästare
| Säsong  | Klubb             |
| ------- | ----------------- |
| 1889/90 | The Wednesday     |
| 1890/91 | Stoke             |
| 1891/92 | Nottingham Forest |